# Rörvik
Rörvik è un'area urbana della Svezia situata nel comune di Sävsjö, contea di Jönköping.
La popolazione risultante dal censimento 2010 era di 523 abitanti.